# CBN Floripa
CBN Floripa é uma emissora de rádio brasileira sediada em Florianópolis, capital do estado de Santa Catarina. Opera nas frequência FM 90.3 MHz, oriunda da migração AM-FM e é afiliada à CBN, sendo pertencente à NSC Comunicação. Seus estúdios e parque de transmissão estão localizados no Morro da Cruz em Florianópolis, juntamente com outras emissoras do grupo.

## História
A Rádio Diário da Manhã foi fundada no dia 30 de janeiro de 1955, com apresentações festivas no auditório instalado no 1º andar do prédio-sede do Banco Inco, que pertencia à família Bornhausen, antiga proprietária da emissora.
No final da década de 1970 e início da década de 1980, a família Bornhausen começa a ter desinteresse aos negócios de comunicação. Nisso, as concessões foram vendidas, passando a emissora de ondas curtas para o pastor evangélico Matheus Iensen. A de ondas médias e a de frequência modulada passam para as mãos do Grupo RBS. Neste caso, o Grupo RBS faz algumas mudanças, tentando uma programação híbrida, misturando programas populares, apresentados por Nabor Prazeres e Walter Filho com jornalismo.

Logotipo utilizado entre 2015 e 2022

Na década de 1990, a Rádio Diário da Manhã torna-se afiliada da Central Brasileira de Notícias, adotando o nome de CBN Diário (CBN por causa da rede da qual é afiliada e Diário, para manter o nome que era tradicionalmente conhecido pelo povo da antiga Rádio Diário da Manhã) e passando a ter uma programação inteiramente jornalística. Em 7 de março de 2016, a CBN Diário é vendida ao Grupo NC assim como as demais operações sob a marca RBS no estado, passando posteriormente a fazer parte da NSC Comunicação.
Em 5 de novembro de 2020, a NSC Comunicação anunciou que a CBN Diário passsaria a transmitir sua programação também no dial FM, a partir de 26 de novembro. Para isso, o grupo arrendou a frequência 91.3 MHz, pertencente ao Grupo Roberto Castagnaro de Comunicação, que até então transmitia a Nativa FM Florianópolis (movida para a 102.3 MHz). A CBN estreou na nova frequência na data prevista, às 20h, após a veiculação da Voz do Brasil.
No dia 21 de março de 2022, a emissora recebeu a autorização para migrar a AM 740 para FM 90.3 e no dia 23 de março, aniversário da capital catarinense, a CBN Diário foi renomeada para CBN Floripa, e no mesmo dia, anunciou o lançamento de uma nova programação com 10 horas diárias de conteúdo local, que estreou oficialmente em 6 de abril.
Em 20 de julho, a CBN Floripa entrou no ar em FM 90.3, concluindo a migração AM-FM. A frequência em AM foi descontinuada, assim como o arrendamento na FM 91.3.
Em 2023, no dia 17 de janeiro, o Grupo NSC desligou em definitivo o sinal da emissora em AM 740 e no dia 1 de fevereiro, o vínculo com a FM 91.3 do Grupo Roberto Castagnaro foi encerrado, esta última se afiliou à Mix FM.

## Programas e comunicadores
- Notícia na Manhã (Raphael Faraco)
- #CBN Floripa (Eveline Poncio)
- Em Cima do Lance (Rodrigo Faraco)
- Boletim de Notícias: CBN em 10 Minutos (Zé Maia e Leandro Lessa)
- Debate Diário (Roberto Alves, Chico Lins, Rodrigo Faraco e Salles Júnior)
- Conversas Cruzadas (Renato Igor)
- CBN Total (Mateus Boaventura)
- CBN Sábado Show (Juliana Gomes)
- Comentário (Estela Benetti) - segunda, terça e quinta
- Comentário (Ânderson Silva) - segunda a sexta
- Giro Total (Leandro Lessa) - domingo
- Atualidade Esportiva (Mateus Boaventura)[8]

### Equipe esportiva
- Salles Júnior e Jota Deschamps, narração;
- Roberto Alves, Rodrigo Faraco, Chico Lins e Marcelo Mabília, comentaristas;
- Mateus Boaventura, Cristian Delosantos, Zé Maia e Marcos Cassettari, repórteres;
- Leandro Lessa e Arthur Westphalen, plantonistas;
- Antônio Neto, coordenação.